# 斯蒂爾縣 (明尼蘇達州)
斯蒂爾縣（英語：Steele County）是美國明尼蘇達州東南部的一個縣。面積1,119平方公里。根據美國2000年人口普查，共有人口33,680人。縣治奧瓦通納 (Owatonna)。
成立於1855年2月20日，縣名紀念一位拓荒者富蘭克林·斯蒂爾。